# Коммунар (Беловский район)
Коммуна́р — посёлок в Беловском районе Курской области. Административный центр Коммунаровского сельсовета.

## История
В 1966 году указом Президиума Верховного Совета РСФСР посёлки сахарного комбината «Коммунар» и центрального отделения совхоза «Коммунар», фактически слившиеся в единый населённый пункт, объединены в село под названием Коммунар.

## Население
| 2002 | 2010  |
| ---- | ----- |
| 1370 | ↘1163 |

## Улицы
| - ул. Бархатная, - ул. Дружбы, - ул. Железнодорожная, - ул. Заводская, - ул. Запрудная, - ул. Заречная, | - ул. Комсомольская, - пер. Комсомольский, - ул. Лесная, - ул. Молодёжная, - ул. Парковая, - ул. Полевая, | - ул. Садовая, - ул. Спортивная, - пер. Спортивный, - ул. Строителей, - ул. Центральная, - ул. Школьная. |